# Mike Clattenburg
Mike Clattenburg er en canadisk instruktør, producer, skuespiller og manuskriptforfatter, bedst kendt som skaberen af TV-serien Trailer Park Boys.

## Udvalgt filmografi
- Trailer Park Boys: The Movie (2006)
- Trailer Park Boys: Countdown to Liquor Day (2009)
- Trailer Park Boys: Don't Legalize It (2014)

### Tv-serier
- Trailer Park Boys (2001-2008; 2014-)